# The Elm-Chanted Forest
The Elm-Chanted Forest (tiếng Croatia: Čudesna šuma) là một bộ phim hoạt hình âm nhạc Croatia-Mỹ sản xuất năm 1986; ở Mỹ, nó còn được biết tới với tên Fantasy Forest. Đây là bộ phim dài đầu tiên do Milan Blažeković làm đạo diễn và cũng là bộ phim hoạt hình đầu tiên được sản xuất tại Croatia và Nam Tư.

## Nội dung
Bộ phim diễn ra trong một khu rừng đầy mê hoặc, nơi một cây du ma thuật ban cho họ phép thuật đầy niềm vui và lòng can đảm, một ngày nọ, có một mối đe dọa trong khu rừng do một vị vua tên là King Cactus và đội quân sinh vật gai của ông ta gây ra, Vua xương rồng trả thù. và muốn phá hủy khu rừng thành một sa mạc rộng lớn, tất cả các loài động vật đều bị sốc và gặp nguy hiểm, nhưng vẫn còn hy vọng, bởi họa sĩ Peter Palet đã dành thời gian đến thăm khu rừng huyền diệu để vẽ các loài động vật và nghệ thuật thiên nhiên dưới Phép thuật Olm, Khi Peter bất ngờ chợp mắt dưới gốc cây du, sau giấc ngủ, anh phát hiện ra rằng mình có thể giao tiếp với sức mạnh của mình và nói chuyện với tất cả cư dân trong rừng, anh cũng phải hợp lực để bảo vệ khu rừng khỏi Vua xương rồng.

## Diễn xuất
tiếng Croatia
- Vili Matula
- Josip Bobi Marotti
- Ivo Rogulja
- Ljubo Kapor
- Emil Glad
- Nada Rocco
- Sven Lasta
- Đurđa Ivezić
- Veronika Durbešić
- Mladen Vasary
- Drago Krča
- Adam Vedernjak
- Slavica Fila
- Lena Politeo
- Richard Simonelli

Anh ngữ
- Lauren Shanahan
- Eric Needham
- Edward Eyrich
- Carroll Rue
- Fred P. Sharkey
- Mark Surkin
- Simon Hefter
- Anna Tornhill
- Paul Powers
- David Spelvin
- David Earls
- Charles Forrest
- Chris Helmer
- Francesca Picchi

## Sản xuất
The Elm-Chanted Forest là bộ phim được hợp tác sản xuất giữa hãng Croatia Film có trụ sở tại Zagreb và hãng Fantasy Forest Films, Inc. có trụ sở tại Thành phố New York. Bộ phim do Doro Vlado Hreljanovic đạo diễn. Milan Blažeković là người thiết kế các nhân vật trong phim đồng thời làm đạo diễn phần hoạt ảnh. Kịch bản bộ phim do Fred P. Sharkey viết dựa trên cuốn sách gốc của tác giả Suncana Skrinjaric. Phần âm nhạc của bộ phim do Dennis Leogrande sáng tác và được thể hiện bởi dàn nhạc giao hưởng New Zagreb. Nét chủ đạo của nhân vật Fifi do Arsen Dedić tạo ra. Phần hoạt hình được sản xuất nội bộ bởi Croatia Film, với đội ngũ hoạt ảnh gồm Blažeković, Leo Fabiani, Turido Paus, Vjekoslav Radilovic, Elizabeth Abramovic, Zvonimir Delac và Vladimir Hrs. Bản tiếng Anh được ghi tại phim trường August Films ở Thành phố New York do Peter Fernandez làm đạo diễn. Các diễn viên trong phiên bản tiếng Anh của phim là David Earls, Edward Eyrich, Charles Forrest, Simon Hefter, Chris Helmer, Eric Needham, Francesca Picchi, Paul Powers, Carroll Rue, Lauren Shanahan, Fred P. Sharkey, David Spelvin, Mark Surkin và Anna Tornhill. Đoạn điệp khúc của phần cuối "Time and Again" được Pro Arte Chorale có trụ sở tại Thành phố New York cung cấp.

## Phát hành
Tại Mỹ, The Elm-Chanted Forest được công chiếu trên kênh HBO vào ngày 11 tháng 11 năm 1986, và thương hiệu Just for Kids của Celebrity Home Entertainment đã phát hành The Elm-Chanted Forest trên băng VHS và Beta vào ngày 4 tháng 1 năm 1989. Ngoài ra, phần tiếp theo của bộ phim, The Magician's Hat (Čarobnjakov šešir), phát hành năm 1990, bị các nhà phát hành Mỹ từ chối vì cho rằng phim chứa hình ảnh bạo lực, và chỉ được phát hành tại quê nhà.
Vào năm 1999, Image Entertainment đã phát hành đĩa DVD chỉ cho bộ phim đầu tiên. Đến nay, đây là lần duy nhất mà nó xuất hiện trên DVD ở Mỹ vì những bản sao này hiện đã hết bản in, khiến chúng trở nên cực kỳ khan hiếm.